# Boğazlıyan
Boğazlıyan là một huyện thuộc tỉnh Yozgat, Thổ Nhĩ Kỳ. Huyện có diện tích 1638 km² và dân số thời điểm năm 2007 là 35170 người, mật độ 21 người/km².